# Bagerhat (distrito)
Bagerhat é um distrito no sudoeste de Bangladesh, é uma parte de Khulna. O distrito tem uma área total de 3.959,11 quilômetros quadrados. Um dos dois principais portos do Bangladesh, o Porto de Mongla está aqui. Bagerhat é conhecida pela sua enorme produção de camarão anual.

## História
Sobre Bagerghat, sob o Califado Pargana, diz-se que foi fundada por Khan Jahan Ali, o governante de Pargana entre 1429-59. A região Pargana também incluiu assentamentos como Khulna, Satkhira, Jessore e Barisal. Depois de Khan Jahan Ali, a região foi tomada por Maharaja Pratapaditya em 1459. 
Localizado na confluência de dois rios históricos, o Rio Brahmaputra e o Rio Ganges, Bagerghat também é conhecida como "a cidade das mesquitas" devido à presença de um grande número de mesquitas no distrito. As estruturas das cúpulas das mesquitas construídas com tijolos no século XV são consideradas uma maravilha arquitetônica.